# Jezvinec
Jezvinec je hora a přírodní rezervace poblíž obce Pocinovice v okrese Domažlice. Oblast spravuje Agentura ochrany přírody a krajiny ČR.
Důvodem ochrany je starý smíšený suťový porost s bohatým výskytem měsíčnice vytrvalé a dalších význačných hajních druhů rostlin v podrostu. Přírodní rezervace zahrnuje vrcholovou část a část svahů stejnojmenného vrchu o nadmořské výšce 739 metrů geomorfologicky spadajícího do celku Všerubská vrchovina, podcelku Jezvinecká vrchovina, okrsku Havranická vrchovina a podokrsku Orlovická vrchovina.
Na vrcholu jsou patrné pozůstatky vojenské hlásky PH184. Hláska byla zrušena v sedmdesátých letech 20. století.